# Österreichische Illustrierte Zeitung
Österreichische Illustrierte Zeitung, ab 1900 Österreichs Illustrierte Zeitung, war der Titel einer österreichischen Zeitung, die von 1894 bis 1938 anfangs dreimal monatlich, später wöchentlich oder 14-täglich in Wien erschien. 
Im Laufe der Jahre wurde die Zeitung mit jeweils unterschiedlichen Titelzusätzen herausgegeben. 1899 erhielt sie den Zusatz „belletristisches Familienblatt“. Im Jahr 1922 wurde der Titel in den Zusatz „Modernes Familienblatt ; aktuelle Wochenschrift“, der im Folgejahr durch „Deutsches Familienblatt ; Wochenzeitschrift“ ersetzt wurde, geändert. Von 1936 bis 1937 erhielt die Zeitung den Zusatz „Wochenschrift für alle österreichischen Belange“. 
Ergänzend zur regulären Ausgabe gab es in verschiedenen Jahren auch Beilagen zur Zeitung. Ab 1898 wurde die Gratisbeilage „Illustrierte Jugend Zeitschrift“ und von 1898 bis 1899 „Interessante Romanbibliothek“ sowie „Heitere Blätter“ beigelegt. Im Jahr 1899 erschienen zusätzlich die „Illustrierte Frauen-Zeitung“ und die „Colonial-Zeitung“. 1922 wurde der Zeitung das Heft „Oesterreicher im Ausland“, im Jahr 1924 „Bergwelt“ und 1928 „Kinderland“ beigelegt. Von 1936 bis 1937 erschien eine Beilage mit dem Titel „Kunstschau“. 
Nachfolger der Österreichischen Illustrierten Zeitung war von 1918 bis 1922 die Wiener Illustrierte Zeitung.